# Csara (település)
Csara (oroszul: Чара) falu Oroszország ázsiai részén, a Bajkálontúli határterületen, a Kalari járás székhelye (1938 óta).

## Elhelyezkedése
A Csara (az Oljokma mellékfolyója) bal partján,  Csitától 690 km-re északkeletre helyezkedik el, a járás központi részén. A legközelebbi, csak 16 km-re fekvő vasútállomás a Bajkál–Amur-vasútvonalon épült Novaja Csara. 
Csarától északra, az Apszat folyó mentén jelentős szénmező húzódik, ahol a kokszolható kőszenet külfejtésen bányásszák. A bányatársaság központja a településen van.

## Népessége
- 2002-ben 2063 fő[3]
- 2010-ben 1903 fő volt.[4]